# Junus-bek Bamatgirejewitsch Jewkurow

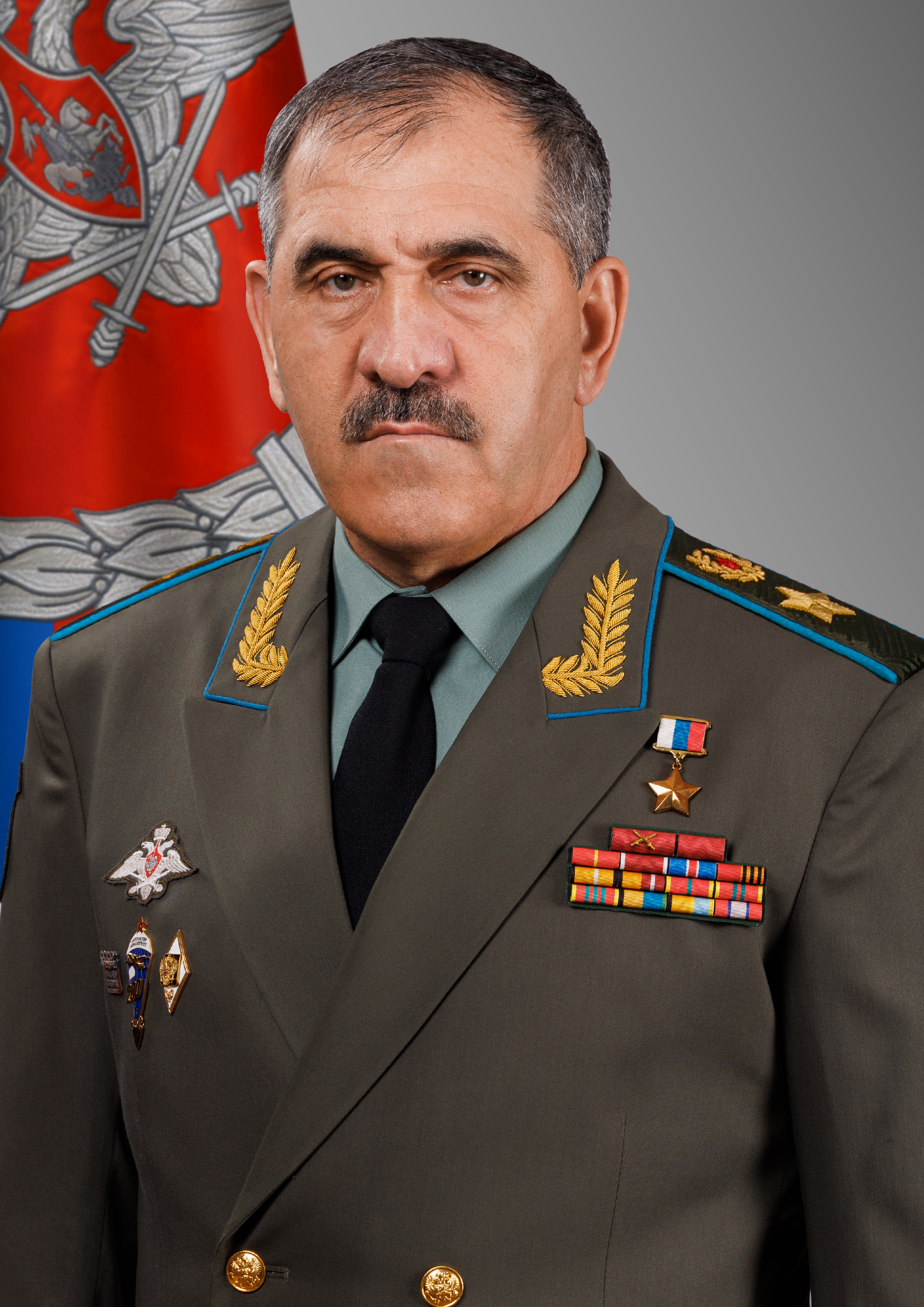
Junus-bek Jewkurow als Armeegeneral (Dezember 2024)

Junus-bek Bamatgirejewitsch Jewkurow (russisch Юну́с-бек Баматгире́евич Евку́ров, inguschisch Евкурнаькъан Баматгири Юнусбек, * 29. Juli 1963 in Tarskoje, Nordossetien) ist ein russischer Offizier, zuletzt im Dienstgrad eines Armeegenerals, Politiker und stellvertretender Verteidigungsminister der Russischen Föderation. Er war vom 31. Oktober 2008 bis 26. Juni 2019 Präsident der autonomen russischen Republik Inguschetien.

## Leben
Nach dem Schulbesuch in Malgobek und Beslan diente Jewkurow seit 1982 in der Sowjetischen Armee und schlug später die Offizierslaufbahn ein. Er studierte am Fallschirmjäger-Institut in Rjasan (Abschluss 1989), der Militärakademie der Russischen Streitkräfte (1997) und der Militärakademie des Generalstabes der Russischen Streitkräfte (2004).
Er nahm als Kommandeur an den Tschetschenienkriegen und dem Einsatz des russischen Kontingentes im Rahmen der SFOR-Mission in Bosnien und Herzegowina teil.
Am 30. Oktober 2008 wurde Jewkurow nach dem Rücktritt von Murat Sjasikow durch den russischen Präsidenten Dmitri Medwedew als amtierender Präsident der Republik Inguschetien eingesetzt, und am Folgetag vom inguschischen Parlament zum Präsidenten gewählt.
Am 22. Juni 2009 wurde Junus-bek Jewkurow bei einem Anschlag auf seinen Wagenkonvoi schwer verletzt. Jewkurow befand sich in einem ernsten Zustand, sei jedoch außer Lebensgefahr, teilte ein Sprecher des Präsidialamtes mit. Vier Leibwächter und sein Fahrer wurden getötet, weitere Personen verletzt.
Nach monatelangen Massenprotesten nach einer Grenzänderung zugunsten von Tschetschenien trat Jewkurow am 26. Juni 2019 als Präsident Inguschetiens zurück. Nachfolger wurde Machmud-Ali Kalimatow.
Im Juli 2019 wurde Jewkurow per Präsidentenerlass zum stellvertretenden Verteidigungsminister der Russischen Föderation berufen.
Während des Wagner-Aufstandes (~24. Juni 2023) besetzten Wagner-Einheiten kampflos die südrussische Stadt Rostow am Don und das dortige Hauptquartier. 
Jewkurow wurde gefilmt, als er mit deren Anführer Prigoschin sprach. Bei einem Fernsehauftritt der Führung des Verteidigungsministeriums am 3. Juli 2023 fiel auf, dass Jewkurow daran nicht teilnahm.

## Auszeichnungen
- Held der Russischen Föderation (2000)
- Orden für Tapferkeit
- Orden „Für militärische Verdienste“
- Orden des Roten Sterns
- Zwei Tapferkeitsmedaillen